# Gary Payton
Gary Dwayne Payton (Oakland, California; 23 de julio de 1968) es un exjugador de baloncesto estadounidense que disputó 17 temporadas en la NBA. Con 1,93 metros de altura, jugaba en la posición de base, y es conocido con el apodo de The Glove (el guante), por su habilidad en defensa de robar balones.

## Trayectoria deportiva

### Universidad
Sus cuatro años universitarios transcurrieron en los Beavers de la Universidad Estatal de Oregón, siendo el jugador más destacado de la misma en toda su historia. En 1990 apareció en la portada de la revista deportiva Sports Illustrated como mejor jugador universitario del año, en su última temporada como tal. Promedió en ese periodo 18,1 puntos, 7,8 asistencias y 4,0 rebotes por partido.

### Profesional
Fue elegido en la segunda posición del Draft de la NBA de 1990 por los Seattle Supersonics, equipo en el que permaneció durante 12 temporadas y media, siendo las más exitosas de su carrera. Tras dos años titubeantes, pronto se hizo con las riendas del equipo, destacando tanto como anotador  y jugador de equipo como en su faceta defensiva. Entre 1994 y 2002 apareció siempre en alguno de los mejores quintetos de la liga, tanto generales como defensivos, ganando el título de mejor jugador defensivo del año en 1996. Participó además en 9 All Star, en dos de los cuales fue elegido por el público en el quinteto inicial. En 1996 los Sonics alcanzaron las Finales de la NBA, perdiendo ante los Bulls de Michael Jordan en 6 partidos.
A mediados de la temporada 2002-03 fue traspasado a los Milwaukee Bucks, donde jugó apenas 28 partidos. 
La temporada siguiente, ya como agente libre, fichó, junto a Karl Malone, por Los Angeles Lakers, que pretendían hacer un equipo campeón. Después de una destacada temporada regular, llegaron a las finales, donde cayeron 4-1 frente a los Detroit Pistons. 
Al año siguiente fue traspasado a los Boston Celtics, donde solo estuvo una temporada, y firmar a la siguiente con los Miami Heat de Shaquille O'Neal, donde por fin, tras 16 temporadas en la NBA, conseguiría su único anillo de campeonato. En la temporada 2006-07 continuó en activo en la misma franquicia, a la edad de 38 años. En 2007-08 anunció que no continua en los Heat y se convierte en agente libre.

### Selección nacional
Disputó con la Selección de baloncesto de Estados Unidos las Olimpiadas de Atlanta 96 y de Sídney 2000, consiguiendo el oro en ambos torneos.

## Estadísticas de su carrera en la NBA
|  | Denota temporada en la que ganó un campeonato de la NBA |
|  | Líder de la liga                                        |

### Temporada regular
| Año      | Equipo      | PJ   | PT   | MPP  | %TC  | %3P  | %TL   | RPP | APP | ROB | TPP | PPP  |
| -------- | ----------- | ---- | ---- | ---- | ---- | ---- | ----- | --- | --- | --- | --- | ---- |
| 1990-91  | Seattle     | 82   | 82   | 27.4 | .450 | .077 | .711  | 3.0 | 6.4 | 2.0 | .2  | 7.2  |
| 1991-92  | Seattle     | 81   | 79   | 31.5 | .451 | .130 | .669  | 3.6 | 6.2 | 1.8 | .3  | 9.4  |
| 1992-93  | Seattle     | 82   | 82   | 31.1 | .494 | .206 | .770  | 3.4 | 4.9 | 2.2 | .3  | 13.5 |
| 1993-94  | Seattle     | 82   | 82   | 35.1 | .504 | .278 | .595  | 3.3 | 6.0 | 2.3 | .2  | 16.5 |
| 1994-95  | Seattle     | 82   | 82   | 36.8 | .509 | .302 | .716  | 3.4 | 7.1 | 2.5 | .2  | 20.6 |
| 1995-96  | Seattle     | 81   | 81   | 39.0 | .484 | .328 | .748  | 4.2 | 7.5 | 2.9 | .2  | 19.3 |
| 1996-97  | Seattle     | 82   | 82   | 39.2 | .476 | .313 | .715  | 4.6 | 7.1 | 2.4 | .2  | 21.8 |
| 1997-98  | Seattle     | 82   | 82   | 38.4 | .453 | .338 | .744  | 4.6 | 8.3 | 2.3 | .2  | 19.2 |
| 1998-99  | Seattle     | 50   | 50   | 40.2 | .434 | .295 | .721  | 4.9 | 8.7 | 2.2 | .2  | 21.7 |
| 1999-00  | Seattle     | 82   | 82   | 41.8 | .448 | .340 | .735  | 6.5 | 8.9 | 1.9 | .2  | 24.2 |
| 2000-01  | Seattle     | 79   | 79   | 41.1 | .456 | .375 | .766  | 4.6 | 8.1 | 1.6 | .3  | 23.1 |
| 2001-02  | Seattle     | 82   | 82   | 40.3 | .467 | .314 | .797  | 4.8 | 9.0 | 1.6 | .3  | 22.1 |
| 2002-03  | Seattle     | 52   | 52   | 40.8 | .448 | .298 | .692  | 4.8 | 8.8 | 1.8 | .2  | 20.8 |
| 2002-03  | Milwaukee   | 28   | 28   | 38.8 | .466 | .294 | .746  | 3.1 | 7.4 | 1.4 | .3  | 19.6 |
| 2003-04  | L.A. Lakers | 82   | 82   | 34.5 | .471 | .333 | .714  | 4.2 | 5.5 | 1.2 | .2  | 14.6 |
| 2004-05  | Boston      | 77   | 77   | 33.0 | .468 | .326 | .761  | 3.1 | 6.1 | 1.1 | .2  | 11.3 |
| 2005-06  | Miami       | 81   | 25   | 28.5 | .420 | .287 | .794  | 2.9 | 3.2 | .9  | .1  | 7.7  |
| 2006-07  | Miami       | 68   | 28   | 22.1 | .393 | .260 | .667  | 1.9 | 3.0 | .6  | .0  | 5.3  |
| Total    | Total       | 1335 | 1233 | 35.3 | .466 | .317 | .729  | 3.9 | 6.7 | 1.8 | .2  | 16.3 |
| All-Star | All-Star    | 9    | 2    | 20.8 | .436 | .273 | 1.000 | 3.3 | 8.1 | 2.1 | .0  | 9.4  |

### Playoffs
| Año   | Equipo      | PJ  | PT  | MPP  | %TC  | %3P  | %TL   | RPP | APP | ROB | TPP | PPP  |
| ----- | ----------- | --- | --- | ---- | ---- | ---- | ----- | --- | --- | --- | --- | ---- |
| 1991  | Seattle     | 5   | 5   | 27.0 | .407 | .000 | 1.000 | 2.6 | 6.4 | 1.6 | .2  | 4.8  |
| 1992  | Seattle     | 8   | 8   | 27.6 | .466 | .000 | .583  | 2.6 | 4.8 | 1.0 | .3  | 7.6  |
| 1993  | Seattle     | 19  | 19  | 31.8 | .443 | .167 | .676  | 3.3 | 3.7 | 1.8 | .2  | 12.3 |
| 1994  | Seattle     | 5   | 5   | 36.2 | .493 | .333 | .421  | 3.4 | 5.6 | 1.6 | .4  | 15.8 |
| 1995  | Seattle     | 4   | 4   | 43.0 | .478 | .200 | .417  | 2.5 | 5.3 | 1.3 | .0  | 17.8 |
| 1996  | Seattle     | 21  | 21  | 43.4 | .485 | .410 | .633  | 5.1 | 6.8 | 1.8 | .3  | 20.7 |
| 1997  | Seattle     | 12  | 12  | 45.5 | .412 | .333 | .820  | 5.4 | 8.7 | 2.2 | .3  | 23.8 |
| 1998  | Seattle     | 10  | 10  | 42.8 | .475 | .380 | .940  | 3.4 | 7.0 | 1.8 | .1  | 24.0 |
| 2000  | Seattle     | 5   | 5   | 44.2 | .442 | .391 | .769  | 7.6 | 7.4 | 1.8 | .2  | 25.8 |
| 2002  | Seattle     | 5   | 5   | 41.4 | .425 | .267 | .586  | 8.6 | 5.8 | .6  | .4  | 22.2 |
| 2003  | Milwaukee   | 6   | 6   | 41.8 | .429 | .067 | .700  | 3.0 | 8.7 | 1.3 | .2  | 18.5 |
| 2004  | L.A. Lakers | 22  | 22  | 35.1 | .366 | .250 | .750  | 3.3 | 5.3 | 1.0 | .2  | 7.8  |
| 2005  | Boston      | 7   | 7   | 34.1 | .446 | .071 | .833  | 4.1 | 4.6 | .9  | .1  | 10.3 |
| 2006  | Miami       | 23  | 0   | 24.3 | .422 | .293 | .720  | 1.7 | 1.6 | 1.0 | .1  | 5.8  |
| 2007  | Miami       | 2   | 0   | 16.0 | .000 | .000 | –     | 2.0 | 1.5 | .0  | .0  | .0   |
| Total | Total       | 154 | 129 | 35.6 | .441 | .315 | .706  | 3.7 | 5.3 | 1.4 | .2  | 14.0 |

## Logros y reconocimientos
- Mejor jugador defensivo del año en la NBA en 1996. Fue el primer base ganador de este galardón en la historia de la NBA.
- 9 veces All Star (1994–1998, 2000–2003).
- Elegido en una ocasión en el mejor quinteto de la NBA, y en 9 en el mejor quinteto defensivo.
- Único jugador en la historia de la NBA en conseguir 20000 puntos, 5000 rebotes, 8000 asistencias y 2000 robos de balón en una carrera.
- Es el cuarto jugador que más robos ha conseguido en la NBA (2445)[1]
- Mejor porcentaje de tiros de tres puntos en el año 2000
- Mejor porcentaje de robos de balón en 1996
- Inclusión en el Salón de la Fama de la NBA (2013)
- Elegido en el Equipo del 75 aniversario de la NBA (2021)

### Negativa a la retirada de su camiseta en Oklahoma City
Los Oklahoma City Thunder, franquicia heredera de los Seattle SuperSonics, han querido retirar el dorsal número 20 de Gary Payton. Sin embargo, ha sido el propio Payton quien ha declinado el honor aduciendo que él nunca jugó en Oklahoma City y que no quiere ver su camiseta colgando en un pabellón en el que los fanes nunca le vieron jugar.

## Vida personal
En 2022, él y su hijo Gary Payton II, se convirtieron en la quinta pareja de padre e hijo en ser campeones de la NBA, les precedieron los Guokas (Matt Sr. y Matt Jr.), los Barry (Rick y Brent), los Walton (Bill y Luke) y los Thompson (Mychal y Klay).